# Unibail Rodamco Westfield
Unibail-Rodamco-Westfield (URW) o Wfd Unibail-Rodamco è un gruppo franco-olandese attivo nel settore della gestione immobiliare e colosso mondiale dello shopping e del retail real estate.

## Storia
Le origini della società risalgono al giugno 2007 quando dalla fusione tra la francese Unibail (fondata nel 1968) e l'olandese Rodamco Europe (fondata nel 1999) nacque Unibail-Rodamco.
Dopo l'acquisto annunciato nel dicembre 2017 e concluso nel giugno 2018 dell’australiana Westfield, leader internazionale nello sviluppo, costruzione e gestione di centri commerciali di alto livello e nota soprattutto per il focus sul settore del lusso, l'azienda ha assunto l'attuale denominazione sociale.
Unibail-Rodamco ha valutato Westfield 24,7 miliardi di dollari americani (32,6 miliardi di dollari australiani), pari a circa 20,9 miliardi di euro, pagando ogni azione 7,55 dollari americani (10,01 dollari australiani), pari a 6,42 euro e proposto quindi ai suoi azionisti una combinazione di denaro e azioni di Unibail-Rodamco. Il premio sul quale si basa la valutazione è pari al 17,8% rispetto al prezzo di chiusura del titolo Westfield dell’11 dicembre 2017, giorno precedente all'annuncio.

## Portafoglio immobiliare
Ha un portafoglio immobiliare valutato 61,1 miliardi di euro al valore di mercato (gross market value). Gli attivi sono per l’88% di tipo commerciale e per il restante 12% in parti uguali, è relativo a uffici e siti di convention e mostre.
URW possiede a giugno 2018, 104 shopping center in 13 nazioni e 2 continenti: ben 56 sono grandi complessi operanti nelle maggiori città europee e americane tra le più attrattive al mondo per lo shopping, come Westfield London a Londra, Century City a Los Angeles, Aéroville, vicino all’aeroporto di Parigi Charles de Gaulle, con i suoi 84.000 m², Arkadia di Varsavia (287.000 m²) e il Centro Oberhausen (241.900 m²), a circa 30 chilometri da Düsseldorf.
È prima al mondo per qualità degli asset A++ (high quality) e per valore medio di ciascun immobile (vicino a 600 milioni di euro).
Ogni anno i centri Unibail-Rodamco-Westfield accolgono circa 1,2 miliardi di visitatori.
La strategia è di sviluppare ulteriormente il marchio Westfield, portandolo nelle maggiori shopping destination dell’acquirente, anche grazie al piano “Better places 2030” che prevede 12,3 miliardi di euro di investimenti.

## Azioni
Gli azionisti di Unibail-Rodamco-Westfield detengono azioni stapled (pinzate), ciascuna comprendente un'azione Unibail-Rodamco e un'azione della WFD Unibail-Rodamco NV. Le azioni stapled sono quotate su Euronext Amsterdam (mercato di riferimento) e Euronext Parigi, con codice ISIN FR0013326246 e ticker URW. Unibail-Rodamco-Westfield ha inoltre una quotazione secondaria sull'ASF (Australian Securities Exchange) per consentire agli ex obbligazionisti di Westfield di scambiare le azioni stapled localmente sotto forma di CDI, chess depositary intesrest (certificato di deposito degli interessi).
I detentori di azioni di stapled hanno tutti i diritti e sono soggetti a tutti gli obblighi in quanto azionisti di Unibail-Rodamco e della WFD Unibail-Rodamco NV. Qualsiasi detentore di azioni stapled detiene sia azioni Unibail-Rodamco che azioni WDF Unibail-Rodamco NV di classe A. Di conseguenza, tale detentore ha diritto a ricevere dividendi e altre distribuzioni dichiarate da Unibail-Rodamco sulle sue azioni nonché dividendi e altre distribuzioni dichiarate dalla WFD Unibail-Rodamco NV sulla classe A delle sue azioni.

## Principali azionisti
- BlackRock	9,98%
- APG Asset Management	4,73%
- The Vanguard Group	2,85%
- Famiglia Lowy	2,64%
- Dipendenti 0,73%

Dati aggiornati al 18 luglio 2018

## Europa

### Austria
- Donauzentrum
- Shopping City Süd

### Repubblica Ceca
- Centrum Chodov[3], rebranded to Westfield Chodov in 2019
- Centrum Černý Most, located in the Černý Most district of Prague[3]
- Metropole Zličín just south of Zličín[3]
- Bubny (Shopping Centre) planned to open after 2023 just east of Praha–Bubny railway station[4][5][6][7]

### Danimarca
- Fisketorvet

### Francia
- Aéroville
- Carrousel du Louvre
- Carré Sénart - Westfield Carré Sénart
- Cnit Paris La Défense
- Westfield Euralille
- Galilée
- Les Quatre Temps - Westfield Les Quatre Temps
- Forum Les Halles - Westfield Forum Les Halles
- Lyon Confluence
- Parly 2 - Westfield Parly 2
- Polygone Riviera
- Sextant
- So Ouest
- Tour Ariane
- Tour Oxygène
- Tour Part-Dieu
- Ulis 2
- Vélizy 2 - Westfield Vélizy 2
- 7 Adenauer

### Paesi Bassi
- Piazza Center Hoofddorp—De Vier Meren
- Stadshart Amstelveen

### Polonia
- Galeria Mokotów
- Arkadia - Westfield Arkadia
- Wroclavia

### Slovacchia
- Aupark Bratislava

### Spagna
- Equinoccio
- Westfield La Maquinista
- Parquesur

### Svezia
- Mall of Scandinavia - Westfield Mall of Scandinavia
- Nacka Forum

### Regno Unito
- Westfield London
- Westfield Stratford City
- Whitgift Centre

## America del nord

### Stati Uniti

#### California
- Metreon
- The Promenade
- Westfield Century City
- Westfield Culver City
- Westfield Fashion Square
- Westfield Galleria at Roseville
- Westfield Horton Plaza
- Westfield Mission Valley
- Westfield North County
- Westfield Oakridge
- Westfield Palm Desert
- Westfield Plaza Bonita
- Westfield San Francisco Centre
- Westfield Santa Anita
- Westfield Topanga & The Village
- Westfield Valencia Town Center
- Westfield Valley Fair
- Westfield UTC

#### Connecticut
- Westfield Meriden
- Westfield Trumbull

#### Florida
- Westfield Brandon
- Westfield Broward
- Westfield Citrus Park
- Westfield Countryside
- Westfield Sarasota Square
- Westfield Siesta Key

#### Illinois
- Westfield Old Orchard

#### Maryland
- Westfield Annapolis
- Westfield Montgomery
- Westfield Wheaton

#### New Jersey
- Westfield Garden State Plaza

#### New York
- Westfield South Shore
- Westfield Sunrise
- Westfield World Trade Center
- Fulton Center

#### Washington
- Westfield Southcenter

#### Airports
- Los Angeles International
- Chicago O'Hare International
- JFK International
- Newark Liberty International
- Miami International
- Orlando International